# Неорганическая нанотрубка
Неорганическая нанотрубка или неуглеродная нанотрубка (англ. inorganic nanotube) — полая квазиодномерная структура диаметром от 5 до 100 нм на основе неорганических веществ и материалов.

## Описание

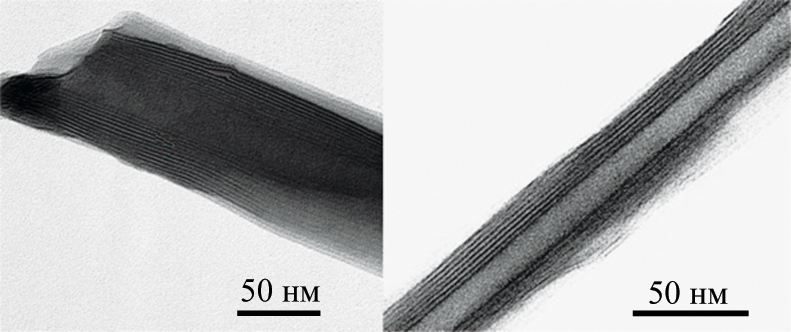
Нанотрубка на основе оксида ванадия, полученная гидротермальной обработкой кристаллического оксида ванадия с гексадециламином-1, использованным в качестве молекулярного темплата.

Первые неуглеродные нанотрубки на основе WS2 были получены в 1992 году. В настоящее время синтезированы нанотрубки на основе оксидов и сульфидов d-элементов (WS2, MoS2, TiO2 , VOx , CuO, Al2O3, SiO2 и т. д.), а также нитридов (BN).
Неуглеродные нанотрубки могут быть получены с использованием темплатного метода, осаждения из газовой фазы, а также в результате гидротермальной обработки и т. д.
С использованием внешнего темплата (см. рис.) на основе мезопористого оксида алюминия, поликарбонатных мембран и др. могут быть получены тубулярные структуры различного состава, однако стенка таких нанотрубок не монокристаллична.
С использованием гидротермальной обработки могут быть получены многостенные оксидные и сульфидные нанотрубки, модель образования которых можно представить схемой 3D → 2D → 1D. Например, трёхмерный кристалл TiO2, реагируя с раствором щёлочи, образует ламинарную двумерную структуру (2D), которая изгибается, чтобы совместить ненасыщенные связи краевых атомов. При дальнейшем закручивании образуется структура в форме свитка или трубки, образованная вставленными друг в друга концентрическими цилиндрами (форма «матрёшки»). Обычно продукт представляет собой смесь обеих форм нанотубуленов.
В отличие от углеродных нанотрубок, концы нанотубуленов всегда открыты, что обусловлено механизмом их образования.
Образование нанотубулярных структур может наблюдаться также при анодном окислении (см. анодирование) ряда металлов в присутствии реагентов, способных к селективному растворению оксидной плёнки. После быстрого первоначального образования оксидного слоя на поверхности металла процессы образования оксида и его растворения (травления) начитают протекать с сопоставимой скоростью. При этом наиболее интенсивное травление происходит вблизи дефектов и неоднородностей оксидной плёнки; скорость травления оксида на острие образующейся поры также значительно выше, чем в её устье, что и приводит в результате к образованию системы цилиндрических пор, пронизывающих в ряде случаев оксидную плёнку на всю её толщину.
Неуглеродные нанотрубки в зависимости от их морфологии, удельной поверхности и особенностей кристаллического и электронного строения материала могут использоваться в катализе, в качестве чувствительных элементов сенсорных устройств и в качестве электродных материалов новых химических источников тока.